# ラングストン・ヒューズ
ラングストン・ヒューズ（Langston Hughes、1902年2月1日 - 1967年5月22日）は、詩・小説・戯曲・短編・コラムなどに活動したアメリカの作家である。ハーレム・ルネサンスの指導者とも呼ばれる。
それまでアメリカ白人作家によって描かれてきたアフリカ系アメリカ人のステレオタイプ（ひたすら従順・あるいは野蛮で知性に欠ける、など）とは異なり、黒人自身の視点からブラックアメリカ文化・風俗を提示することにより普遍的人間像を描いた。

## 生涯
- ミズーリ州にてアフリカ系のみならず、ユダヤ系[2][3]やネイティブ・アメリカン[4]などが混血した一家から生まれる。幼少期に両親が離婚し、父は人種差別の激しかったアメリカ合衆国を出てキューバ、後にメキシコへ渡った。その後カンザス州の祖母から黒人の伝統口承文学を多く聴かされ育てられる。祖母の死後は両親の友人に引き取られることとなった。幼少期の生活環境の不安定さは、自身の作品に強烈な影響を与えたと言われる。
- 高校在学中に詩・短編小説・脚本を書き始めた。1920年、高校卒業後に、詩「黒人はおおくの河のことを語る」("The Negro Speaks of Rivers")で、雑誌クライシス("Crisis")のジェシー・R・フォーセット(en:Jessie Redmon Fauset)に詩人としての才能を見いだされ、ハーレム・ルネサンスの若手としての頭角を現し始めた[5]。
- コロンビア大学在学中は平均B+を修めていたが、学会の人種に基づいた偏見や、彼自身の興味がハーレム文化へとシフトしていったことから1922年に大学を去っている。この期間にも詩は書き続けていた。船員として西アフリカ、ヨーロッパを訪れ、そのままパリに住む。帰国後、歴史的黒人大学であるリンカーン大学を卒業してからは、ソビエト連邦やハイチへの旅行を除いては、ハーレムないしはニュージャージー州を拠点に活動した[6]。
- 1950年代には赤狩りのターゲットにされることもあったが、晩年には「黒人民族の桂冠詩人」("Poet Laureate of the Negro Race")と称された。1967年、偽名で入院した病院で、親しかった友人にも知らせることなく亡くなった[7]。

## 主な作品

### 自伝
- 『ぼくは多くの河を知っている』("The Big Sea") 1940年
- 『きみは自由になりたくないか?』("I Wonder as I Wander") 1956年

### 詩集
- 「おんぼろブルース」 1926年
- 「笑いなきにあらず」1930年
- 「Dear Lovely Death」 1931年
- 「白人たちのやりかた/ The Ways of White Folks」 1934年
- 「Don't You Want to be Free.」 1938年
- 「ハーレムのシェイクスピア」1942年
- 「Street Scene, contributed lyrics.」1947年
- 「One-Way Ticket」 1949年
- 「涙をこらえて/ Laughing to Keep from Crying, Holt」1952年
- 「Simple's Uncle Sam.」1965年
- 「自由への闘い」: The Story of the NAACP. 1962年

## 邦訳
- 『ことごとくの声あげて歌え アメリカ黒人詩集』ヒューズ編 木島始訳 未来社 1952年
- 『ニグロと河 詩集』斎藤忠利訳 国文社 ピポー叢書 1958年
- 『ある金曜日の朝 ヒューズ作品集』木島始訳 飯塚書店 1959年
- 『ラングストン・ヒューズ詩集』木島始訳 ユリイカ 海外の詩人双書 1959年　のち思潮社
- 『ジャズ』木島始訳 飯塚書店 1960年
- 『笑いなきにあらず』浜本武雄訳「黒人文学全集 第5巻」早川書房 1961年
- 『黒人街のシェイクスピア 詩集』斎藤忠利訳 国文社 ピポー叢書 1962年
- 『ジャズの本』木島始訳 晶文社 1968年
- 『自由のための戦列 NAACPの記録』北村崇郎訳 小川出版 1970年
- 『天使のいざこざ』木島始訳 晶文社 1971年
- 『ラングストン・ヒューズ自伝』木島始訳 河出書房新社 1972年-1973年

1 (ぼくは多くの河を知っている) 1972年
2 (きみは自由になりたくないか?) 1972年
3 (終りのない世界)　1973年
- 『片道きっぷ 詩集』古川博巳訳 国文社 1975年
- 『驚異の野原 L.ヒューズ詩集』斎藤忠利訳 国文社 1977年
- 『黒人芸術家の立場 ラングストン・ヒューズ評論集』木島始編訳 創樹社 1977年
- 『夢の番人 ラングストン・ヒューズ詩集』斎藤忠利,寺山佳代子訳 国文社 1994年
- 『ふりむくんじゃないよ ラングストン・ヒューズ詩集』古川博巳,吉岡志津世訳 国文社 1996年
- 『晴着を質屋に ラングストン・ヒューズ詩集』斎藤忠利訳 国文社 1997年
- 『豹と鞭 ラングストン・ヒューズ詩集』古川博巳,風呂本惇子訳 国文社 1998年
- 『川のうた』E・B・ルイス絵 さくまゆみこ訳 光村教育図書 2011年
- 『ラングストン・ヒューズ 英日選詩集　友愛・自由・夢屑・霊歌』水崎野理子訳 コールサック社 2021年

## 書籍
- 大内義一、鈴木三樹男、西尾巌『アメリカ黒人の文学』早稲田大学出版部 1978年
- ハンス・オストロム著、木内徹訳『ラングストン・ヒューズ辞典』雄松堂出版　2006年

## ヒューズに関連した作品
- 『ラングストンを求めて』（英語版）(映画) 1989年、イギリス